# جورثی موکیو
جورثی موکیو (انگلیسی: Jorthy Mokio؛ زادهٔ ۲۹ فوریهٔ ۲۰۰۸) بازیکن فوتبال اهل بلژیک است که در حال حاضر برای باشگاه فوتبال آژاکس آمستردام بازی می‌کند.

## دوران ملی
وی همچنین در تیم‌های ملی فوتبال زیر ۱۶ سال بلژیک و زیر ۱۷ سال بلژیک بازی کرده است.